# Джеймс Фіцджеральд, 1-й маркіз Кілдер

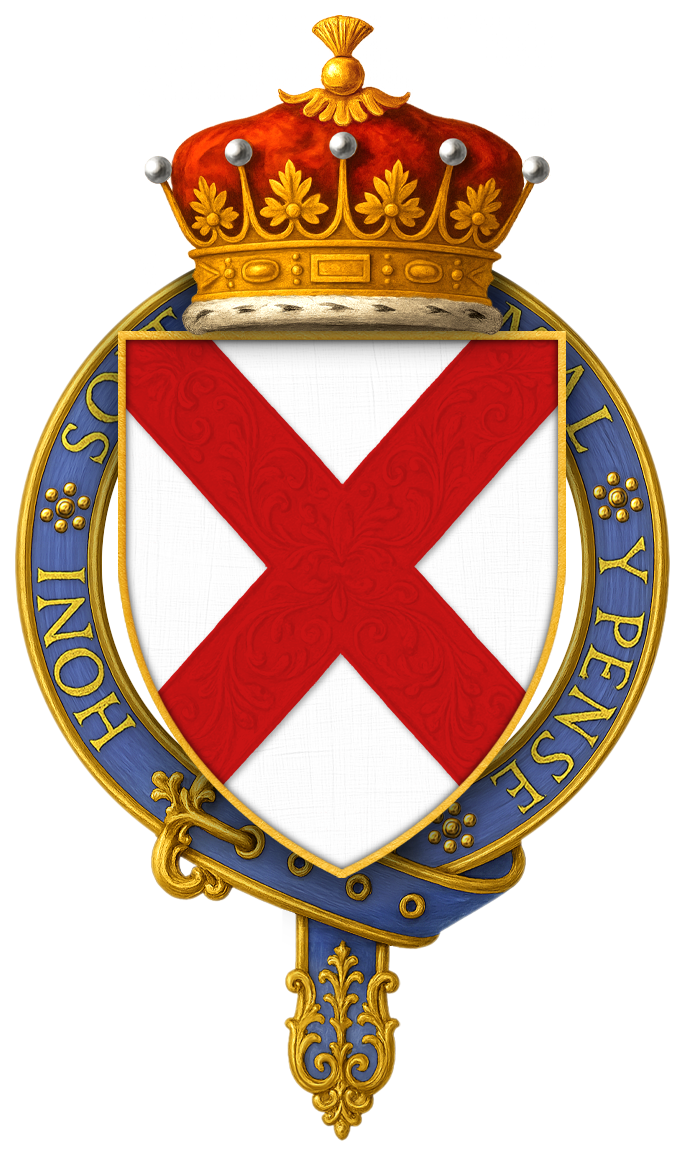
Герб Джеймса ФітцДжеральда — І герцога Лейнстер.

Джеймс ФітцДжеральд (англ. James FitzGerald, 1st Duke of Leinster; 29 травня 1722 — 19 листопада 1773) — ХХ граф Кілдер, І маркіз Кілдер, І герцог Лейнстер, генерал-лейтенант, ірландський аристократ, лорд Оффалі, віконт Лейнстер, військовий діяч, політик.

## Життєпис
Джеймс ФітцДжеральд був сином Роберта ФітцДжеральда — ХІХ графа Кілдер та леді Мері — дочки Вільяма О'Браєна — ІІІ графа Інхіквін.
Джеймс ФітцДжеральд був депутатом парламенту Ірландії — Палати Лордів з 1741 року. У 1744 році він успадкував маєтки, замки та титули свого батька — ХІХ графа Кілдер. У 1746 році він був обраний до Таємної Ради Ірландії. У 1747 році він отримав титули віконта Лейнстер, лорда Таплоу з графства Бекінгем, пера Великої Британії, був обраний депутатом парламенту Великої Британії — Палати Лордів. У 1749—1755 роках Джеймс ФітцДжеральд був лідером Народної партії Ірландії, служив на посаді Генерального майстра боєприпасів в 1758—1766 роках, отримав звання полковника Королівської ірландської артилерії в 1760 році. У 1761 році він отримав звання генерал-майора, а в 1770 році звання генерал-лейтенанта.
У 1761 році він отримав титули графа Оффалі, маркіза Кілдер, пера Ірландії. У 1766 році він отримав титул герцога Лейнстер.

## Родина
Джеймс ФітцДжеральд одружився з леді Емілі Леннокс, якій на той час було тільки 15 років. Леді Емілі Леннокс (6 жовтня 1731 — 27 березня 1814) — дочка Карла Леннокса — ІІ герцога Річмонд. Шлюб відбувся в Лондоні 7 лютого 1747 року. Вона походить родом від короля Англії Карла II і тому була родичкою короля Англії Георга III (всі вони були нащадками короля Англії та Шотландії Якова VI (Якова I). У Джеймса ФітцДжеральда та леді Емілі було дев'ятнадцять дітей:
- Джордж Фітцджеральд — граф Оффалі (15 січня 1748 — Річмонд-Хаус, 26 вересня 1765)
- Вільям Фітцджеральд — ІІ герцог Лейнстер (Аргінгтон-Палас, Пікаділлі, Лондон, 12 березня 1749 — Картон-Хаус, Кілдер, 20 жовтня 1804).
- Леді Керолайн Фіцджеральд (1750—1754).
- Леді Емілі Мері Фітцджеральд (15 березня 1751 — 8 квітня 1818) — вийшла заміж за Чарльза Кута — І графа Белломонт. У них було п'ятеро дітей, один син, який помер молодий (нар. 1776) і чотири дочки. Емілі померла в Пензанс, Корнуолл в 1818 році, після тривалої хвороби.
- Леді Генрієтта Фіцджеральд (1753—1763).
- Леді Керолайн Фітцджеральд (нар. і пом. 1755).
- Чарльз Фітцджеральд — І барон Лекейл (30 червня 1756 — 30 червня 1810).
- Леді Шарлотта Мері Гертруда Фітцджеральд (29 травня 1758 — 13 вересень 1836) — вийшла заміж за Джозефа Струтта, стала І баронесою Рейлі.
- Леді Луїза Бріджет Фіцджеральд (1760—1765).
- Лорд Генрі Фітцджеральд (30 липня 1761 — 8 липня 1829) — генерал, одружився з Шарлоттою Бойл. Нащадки мали прізвище Де Рос.
- Леді Софія Сара Мері Фіцджеральд (1762 — 21 березень 1845)
- Лорд Едвард Фітцджеральд (15 жовтня 1763 — 4 червня 1798).
- Лорд Роберт Стівен Фіцджеральд (1765 — 2 січня 1833) — дипломат, одружився з Софією Шарлоттою Філдінг.
- Лорд Джеральд Фітцджеральд (січень 1766—1788) — служив на флоті, загинув під час катастрофи корабля.
- Лорд Огастес Фіцджеральд (1767—1771).
- Леді Фанні Фіцджеральд (1770—1775).
- Леді Люсі Енн Фіцджеральд (1771—1851) — брала участь в повстанні за незалежність Ірландії в 1798 році, вийшла заміж за адмірала сера Томаса Фолі, який служив під командою лорда Нельсона. У них не було дітей.
- Леді Луїза Фіцджеральд (1772—1776).
- Лорд Джордж Симон Фітцджеральд (16 квітня 1773—1783) — визнаний як син лорда Кілдер, але насправді був біологічним сином наставника його брата — Вільяма Огілві.

Джеймс ФітцДжеральд помер в Лейнстер-Хаусі, Дублін, в листопаді 1773 року в віці 51 рік. Був похований в Кафедральному Соборі міста. Його наступником став його другий син — Вільям — маркіз Кілдер, хоча старший його син був ще живий. Герцогиня Лейнстер одружилась з коханцем Вільямом Огілві в 1774 році, але як і раніше називалась вдовою герцога — герцогинею Лейнстер. У неї було ще троє дітей від наступного чоловіка. Вона померла в Лондоні в березні 1814 року, у віці 82 роки.

## Джеймс ФітцДжеральд в культурі
У 1999 році Бі-Бі-Сі зняло популярний серіал «Аристократи». Роль Джеймса ФітцДжеральда зіграв Бен Даніелс.